# Under the Surface (bài hát)
"Under the Surface" là đĩa đơn thứ hai được trích từ album phòng thu cùng tên của nữ ca sĩ nhạc pop người Na Uy Marit Larsen. Đĩa đơn đã được phát hành vào tháng 5 năm 2006 ở Na Uy. Sau khi có mặt ở vị trí thứ 19, đĩa đơn đạt đến vị trí thứ 6, rồi dần dần rơi ra khỏi bảng xếp hạng. Ca khúc đã trụ lại trong Norwegian Top 20 trong tổng cộng 16 tuần.
Trên bảng xếp hạng Norwegian Airplay ca khúc đã đạt đến vị trí đầu bảng và đã giúp đưa album trở lại bảng xếp hạng. Tháng 11 năm 2009, tạp chí Verdens Gang của Na Uy đã bình chọn ca khúc này là ca khúc Na Uy xuất sắc nhất thập niên 2000.

## Xếp hạng
| Bảng xếp hạng (2006-2010) | Vị trí cao nhất |
| ------------------------- | --------------- |
| Norwegian Top 20          | 6               |
| Austrian Singles Chart    | 64              |
| German Singles Chart      | 37              |
| Norwegian Radio Chart     | 1               |
| Luxembourg Singles chart  | 11              |